# Кизильник алаунский
Кизильник алаунский (лат. Cotoneaster alaunicus) — вид растений рода Кизильник (Cotoneaster) семейства Розовые (Rosaceae).
Вид назван по месту произрастания: на Среднерусской возвышенности (Alaunia).

## Описание
Раскидистый ветвистый кустарник высотой до 1,5 м. Молодые побеги рыхло-войлочно-опушённые, позже голые, зелёные или красно-бурые. Листья длиной 30-45 см, продолговато-эллиптические или яйцевидные, цельнокрайные, сверху зелёные, рассеянно-волосистые, снизу беловатые, войлочно-опушённые. Цветки обоеполые, правильные, пятичленные, 4-5 мм в диаметре, белые или светло-розовые, собраны по 4-7 в поникающие кисти. Цветковая трубка (гипантий) голая. Зрелые плоды ягодообразные, чёрные с сизым налетом, 6-9 мм в диаметре, с двумя косточками и мучнистой мякотью.

## Распространение
Евразийский вид, распространённый в Скандинавии, Средней и Восточной Европе, Средиземноморье, на Кавказе, в Западной и Восточной Сибири, Дальнем Востоке, Средней Азии, Монголии и Северо-Восточном Китае.

## Охрана
Вид включён в Красную книгу России и в региональные Красные книги субъектов России.